# Непьянов, Виктор Васильевич
Виктор Васильевич Непьянов (17 апреля 1929, Кара-Чумыш, Сибирский край — 14 февраля 1998, Пенза) — советский художник-живописец, член Союза художников РСФСР (1964), заслуженный художник РСФСР (1980).

## Биография
Родился 17 апреля 1929 года в селе Чумыш Прокопьевского района Новосибирской области. С 1937 по 1944 год учился в средней школе города Кемерова и с 1944 по 1946 год работал на заводе № 510 в Кемерове.
С 1946 по 1947 год работал художником в народном театре клуба в Темиртау. С 1949 по 1950 год учился и работал в школе ФЗО № 25 в Темиртау.
С 1951 по 1956 году учился в Пензенском художественном училище у педагогов А. Г. Вавилина, А. В. Сиверина, Ю. К. Бельдюсова. Дипломная работа «Лесосплавщики». В студии обучался у Ю. И. Скорикова, в доме творчества «Академическая дача» им И. Е. Репина — у Ю. П. Кугача.
Пятнадцать раз был художественным руководителем в домах творчества «Академическая дача» им. И. Е. Репина и Горячий Ключ.
В 1964 году был принят в члены Союза художников РСФСР. В 1980 году присвоено звание заслуженный художник РСФСР.
Скончался 14 февраля 1998 года.

## Творчество
Произведения хранятся в Пензенской картинной галерее, Оренбургском художественном музее, в музее Шушенское, в частных коллекциях в России и за рубежом: Венгрии, Венесуэле, Германии, Японии, Англии, в Пензенском краеведческом музее, в фондах Министерства культуры Российской Федерации и Союза художников России.
Персональные выставки
- 1979 — Персональная выставка, посвящённая 50-летию со дня рождения; Пенза
- 1981 — Персональная выставка г. Москва
- 1981 — Персональная выставка г. Ленинград
- 1996 — «Емельян Пугачёв», выставка монументального полотна рисунков, этюдов, эскизов к картине г. Пенза, ПКГ.
- 2000 — Персональная выставка, посвящённая 70-летию со дня рождения г. Пенза в залах Пензенской картинной галереи и Пензенского художественного училища.
- 2009 — декабрь-январь . Выставка, посвящённая 80-летию со дня рождения В. В. Непьянова
- 2019 - Персональная (мемориальная) выставка, посвящённая 90-летию со дня рождения г. Пенза в залах Пензенской картинной галереи.